# TuS Heeslingen
Turn- und Sportverein Heeslingen e.V. foi uma agremiação esportiva alemã, fundada em 1906, sediada em Heeslingen, na Baixa Saxônia.
O departamento de futebol faz parte de uma associação que compreende seções de aeróbica, badminton, boliche, ginástica, pilates, tênis de mesa e vôlei.

## História
As raízes da associação remontam à fundação, em 1906, do MTV Heeslingen. A 2 de fevereiro de 1946 houve uma fusão com o Sportverein Viktoria Heeslingen para formar o presente Turn- und Sportverein Heeslingen. 
O time atuou de maneira discreta até alcançar a Verbandsliga Ost Niedersachsen (V) em 1994. Na temporada 2006-2007, fez a sua melhor performance ao conseguir a promoção para a Oberliga Nord (IV).
Na temporada 2009-2010 o clube foi vice-campeão da Oberliga Niedersachsen Ost. Ao ser semifinalista da Niedersachsenpokals, 2009-10, o time se classificou para a DFB Pokal, 2010-2011. A equipe foi eliminada na primeira fase pelo então participante da segunda divisão, Energie Cottbus, ao ser derrotado por 2 a 1.